# Бруснев, Борис Алексеевич
Борис Алексеевич Бруснев (9 июня 1941) — советский и российский певец (баритон). Народный артист Российской Федерации (2007). Солист Ставропольской государственной филармонии. 

## Биография
Борис Бруснев родился 9 июня 1941 году. В семье Бруснёвых Борис был восьмым ребёнком. Отец, Алексей Андреевич работал бригадиром гужевой артели; мама, Анна Сергеевна, домохозяйка. В годы Великой Отечественной войны семья проживала на оккупированной территории. В 1944 году на отца получили извещение о пропаже без вести.
Борис завершил обучение в средней школе №64. К тринадцати годам его голос стал ломаться и он попросился заниматься музыкой в духовом оркестре. позже играл партию первой трубы. Его приняли на обучение в музыкальное училище, где он стал профессиональным трубачом и продолжил обучаться на дирижёрско-хоровом отделении. Голос окончательно установился и превратился в мощный баритон. Успешно завершив обучение в училище Борис Бруснев поступил в Саратовскую государственную консерваторию. За четыре года он освоил программу высшего музыкального образования, получил диплом и был рекомендован к работе в Саратовском театре оперы и балета. Однако, к этому времени у Бруснева родился сын Андрей и нужно было обеспечивать семью. Предложение работать в Брянской филармонии он незамедлительно принял, где отработал семь лет. 
Болезнь матери вынудила его вернуться домой. В 1979 году он поступил на работу а Ставропольскую государственную филармонию, в которой проработал до 2017 года. Солист симфонического оркестра, Борис Алексеевич участвовал в фестивалях имени В.Сафонова в Кисловодске, «Музыкальная осень Ставрополья», «Северная Пальмира» в Санкт-Петербурге, работал в постановке оперы В. Рахманинова «Алеко».
Был удостоен звания "Заслуженный артист РСФСР". Указом Президента Российской Федерации от 27 июня 2007 года Борис Алексеевич Бруснев стал "Народным артистом Российской Федерации". 
Активно занимается общественной деятельностью.
Проживает в Ставрополе. Женат. Воспитал двух сыновей - Андрей и Александр.

## Награды и звания
- 14 июля 1986 — Заслуженный артист РСФСР.
- 2003 - премия Губернатора Ставропольского края в области музыкального искусства им. В. И. Сафонова.
- 27 июня 2007 — Народный артист Российской Федерации.
- медаль «За доблестный труд».
- медаль «За заслуги перед Ставропольским краем».